# Paul Poulet
Paul Poulet (* 1887; † 1946) war ein belgischer Amateur-Mathematiker, bekannt durch Beiträge zur elementaren Zahlentheorie.
Er führte 1918 (in L'Intermédiaire des Mathématiciens)  Gesellige Zahlen ein und er suchte große Vollkommene (und multi-vollkommene) und Befreundete Zahlen.
Er tabellierte die Fermat-Pseudoprimzahlen zur Basis 2 (manchmal auch Poulet-Zahlen genannt) bis 100 Millionen (1938), nachdem er sie 1925 schon bis 50 Millionen tabelliert hatte.
1925 fand er 43 neue multi-vollkommene Zahlen, das heißt Zahlen {\displaystyle n}, bei denen die Summe der positiven Teiler (einschließlich der Zahl selbst) gleich {\displaystyle k\cdot n} ist (vollkommene Zahlen sind der Spezialfall k=2). Unter anderem fand er die ersten beiden Beispiele für k=8.

## Schriften
- Parfaits, amiables et extensions, Edition Stevens, Brüssel 1918
- La chasse aux nombres, Edition Stevens, Brüssel 1929